# Great Scottish Run
Le Great Scottish Run est une course de semi-marathon se déroulant tous les ans, en octobre, dans la ville de Glasgow, en Écosse. Créée en 1979 sous la forme d'un marathon, l'épreuve se dispute sur la distance du semi-marathon depuis 1991. Elle fait partie du circuit international des IAAF Road Race Label Events, dans la catégorie des « Labels d'or ».